# Lyons (Michigan)
Lyons – wieś w Stanach Zjednoczonych, w stanie Michigan, w hrabstwie Ionia.